# Signalhund

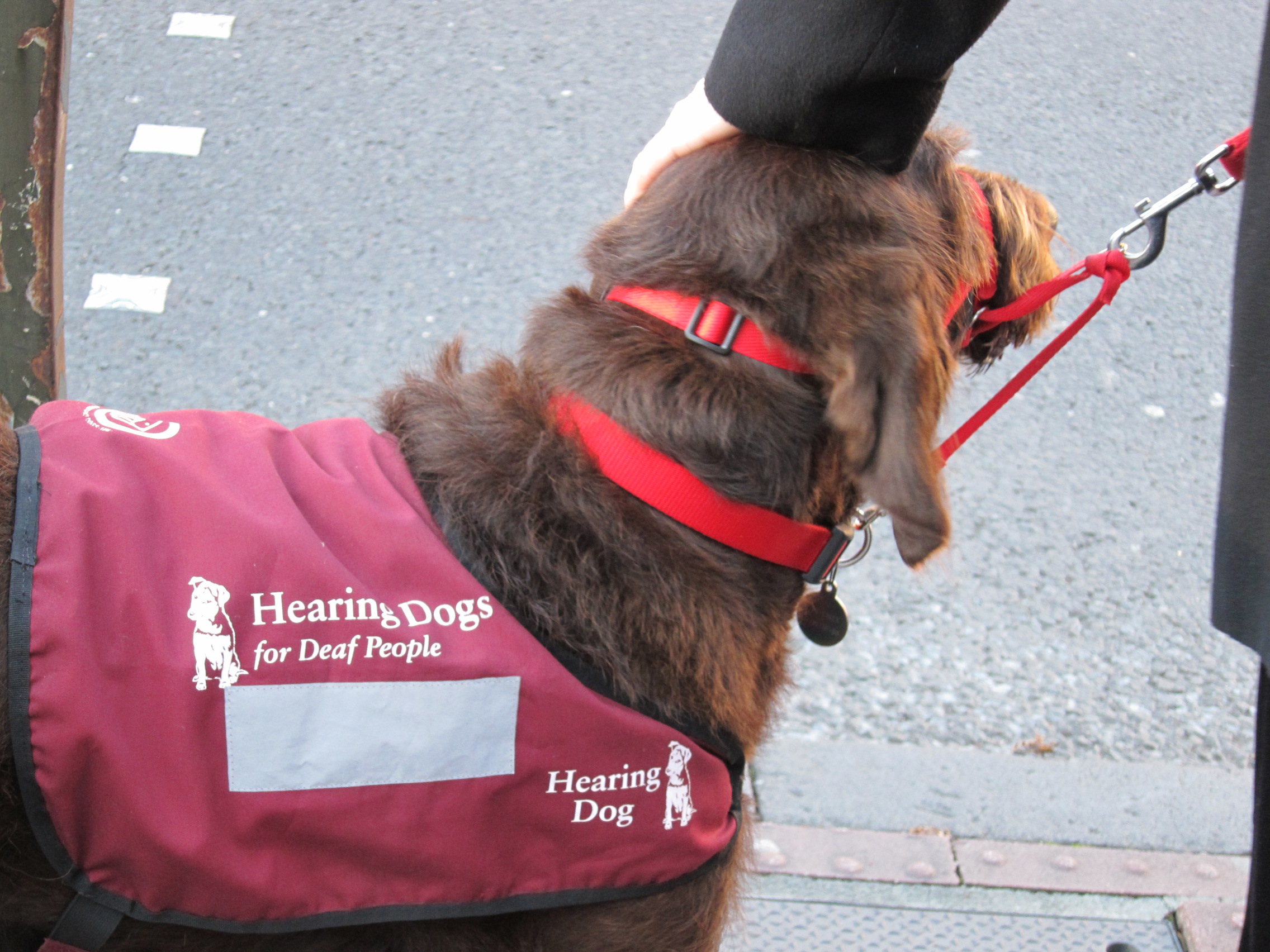
Ein Signalhund für Hörbehinderte (engl. hearing dog), hier in Chester in England (2011)

Ein Signalhund ist ein Assistenzhund, der seinen gehörlosen oder schwerhörigen Besitzer im Alltag unterstützt, indem er ihn auf wichtige Geräusche aufmerksam macht. Der Signalhund für Gehörlose wird oft fälschlicherweise Taubstummenhund oder Gehörlosenhund genannt. Im Englischen wird der Begriff hearing dog verwendet.
Neben der Verwendung des Begriffs ‚Signalhund‘ ausschließlich für Assistenzhunde für Hörbehinderte existiert auch eine breitere Definition des Begriffs. Sie schließt Hunde ein, die Anfallsleiden wie Epilepsie erkennen und drohende Anfälle signalisieren können (Epilepsiehunde).

## Arbeitsweise
Der Hund zeigt zum Beispiel das Klingeln des Telefons, der Haustürschelle oder des Weckers an. Der Hund weist zuverlässig auf das Geräusch hin, indem er die Aufmerksamkeit seines Besitzers zum Beispiel durch Anstupsen auf sich lenkt und seinen Besitzer dann zu der Geräuschquelle führt. Ein Signalhund zeigt auch an, wenn sein Besitzer mit Namen angesprochen wird oder wenn dem Besitzer unbemerkt ein Gegenstand heruntergefallen ist. Im Straßenverkehr weist er auf ein Martinshorn oder Autohupen hin und meldet von hinten nähernde Fahrzeuge. Als Kommandos für Signalhunde werden nicht die üblichen Hörzeichen (Sitz, Platz, Hier, …) verwendet. Stattdessen werden Sichtzeichen (Handhaltung, Kopfbewegung, …) und besondere Hörzeichen eingesetzt. Die Hörzeichen sind meistens in einer anderen Sprache oder haben eigene Bezeichnungen, damit nur der Besitzer dem Hund die Kommandos geben kann und kein fremder Mensch sie nutzt.

## Ausbildung
Die Ausbildung von Signalhunden wird von verschiedenen Vereinen und Institutionen durchgeführt. Einheitliche von allen anerkannte Standards existieren weder in Deutschland noch im Rahmen der Europäischen Union.

## Gesetzeslage in Österreich
In Österreich ist der Einsatz von Assistenzhunden seit dem 1. Januar 2015 in § 39a Bundesbehindertengesetz (BBG) geregelt. Dazu wurde vom Bundesministerium für Arbeit, Soziales und Konsumentenschutz das Messerli Forschungsinstitut der Veterinärmedizinischen Universität Wien mit der Durchführung der Assistenzhundeprüfung beauftragt. Es wurde die Prüf- und Koordinierungsstelle Assistenzhunde am Messerli Forschungsinstitut eingerichtet. Das Bundesministerium für Arbeit, Soziales und Konsumentenschutz hat  eine einheitliche Richtlinie dazu herausgegeben, in der die Voraussetzungen für die Bezeichnung als Assistenzhund vorgegeben werden und Beurteilungskriterien festgelegt sind. Es sind zwei Beurteilungsbögen herausgebracht worden. Für Blindenführhunde und eine separate für Service- und Signalhunde. Das Gesetz sieht vor, dass für Signalhunde Ausnahmen von der Maulkorb- und Leinenpflicht gelten und sie freien Zugang zu öffentlichen Orten, Gebäuden und Dienstleistungen haben.
Laut Erlass des Bundesministeriums für Arbeit, Soziales und Konsumentenschutz vom 20. März 2008 in Verbindung mit § 42 BBG werden die Assistenzhunde im Behindertenpass mit einem Zusatzeintrag eingetragen. Dieser sieht so aus: „Der Inhaber/die Inhaberin des Passes besitzt einen Signalhund zur Hilfe bei behinderungsbedingten Einschränkungen.“